# مات أنتونيللي
مات أنتونيللي (بالإنجليزية: Matt Antonelli)‏ هو لاعب كرة قاعدة ويوتيوبي أمريكي، ولد في 8 أبريل 1985 في بيبودي في الولايات المتحدة.

## وصلات خارجية
- مات أنتونيللي على موقع دوري كرة القاعدة الرئيسي (الإنجليزية)
- مات أنتونيللي على موقعبيزبول رفرنس.كوم (الدوري الرئيسي) (الإنجليزية)
- مات أنتونيللي على موقعبيزبول رفرنس.كوم (الدوري الثانوي) (الإنجليزية)
- مات أنتونيللي على موقع إي إس بي إن.كوم (أم.أل.بي) (الإنجليزية)
- مات أنتونيللي على موقع مشجعي الرسوم البيانية (الإنجليزية)